# فهرست دایمیوهای دوره سنگوکو

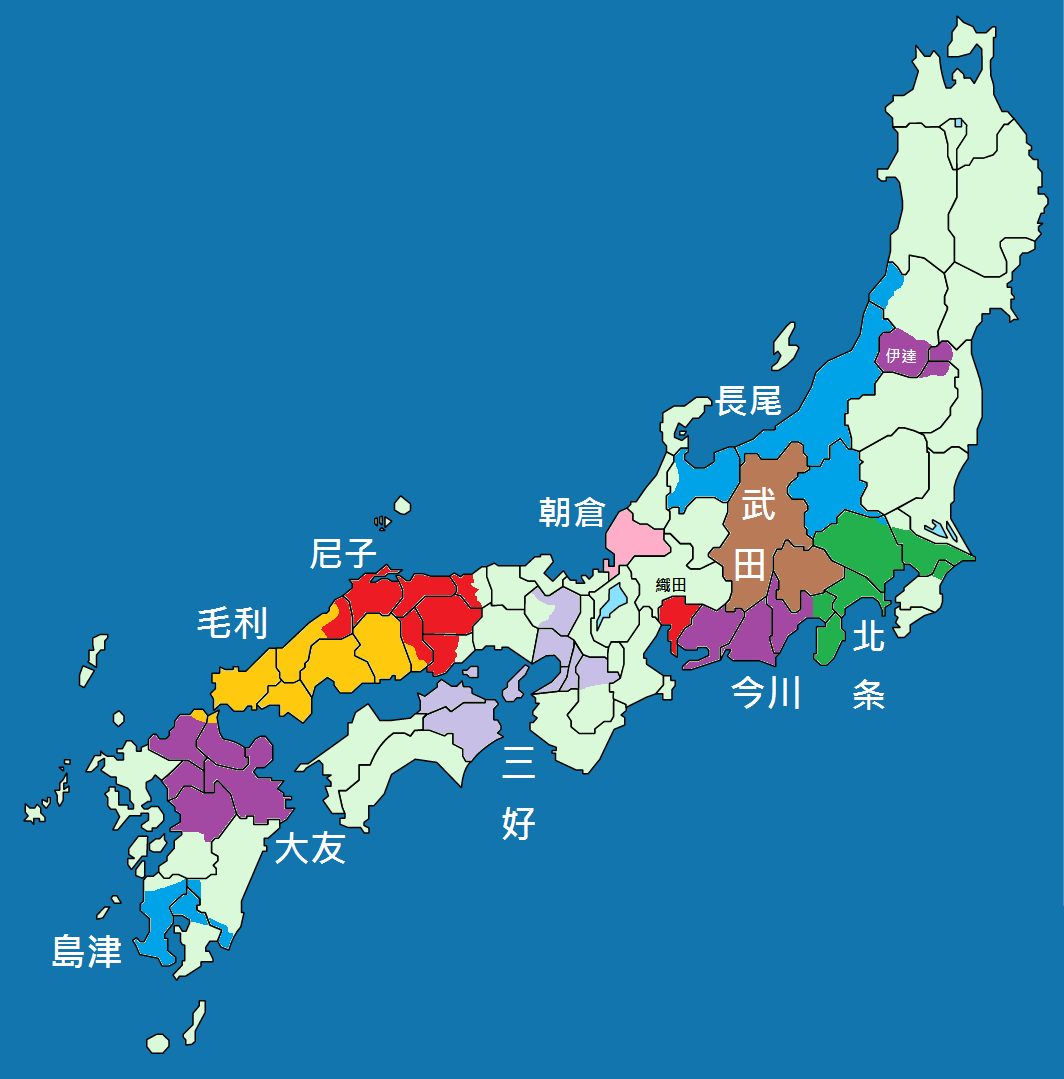
نقشه ژاپن در ۱۵۶۰(نبرد اوکه‌هازاما) بنفش کمرنگ
- میوشی ناگایوشی قهوه‌ای: تاکدا شینگن آبی (شرق): اوئسوگی کنشین بنفش (مرکز): ایماگاوا یوشیموتو سبز: هوجو اوجییاسو صورتی: آساکورا یوشیکاگه قرمز (غرب): آماگو هاروهیسا زرد: موری موتوناری بنفش (غرب): اوتومو سورین آبی (غرب): شیمازو تاکاهیسا بنفش (شرق): داته هارومونه قرمز (مرکز): اودا نوبوناگا

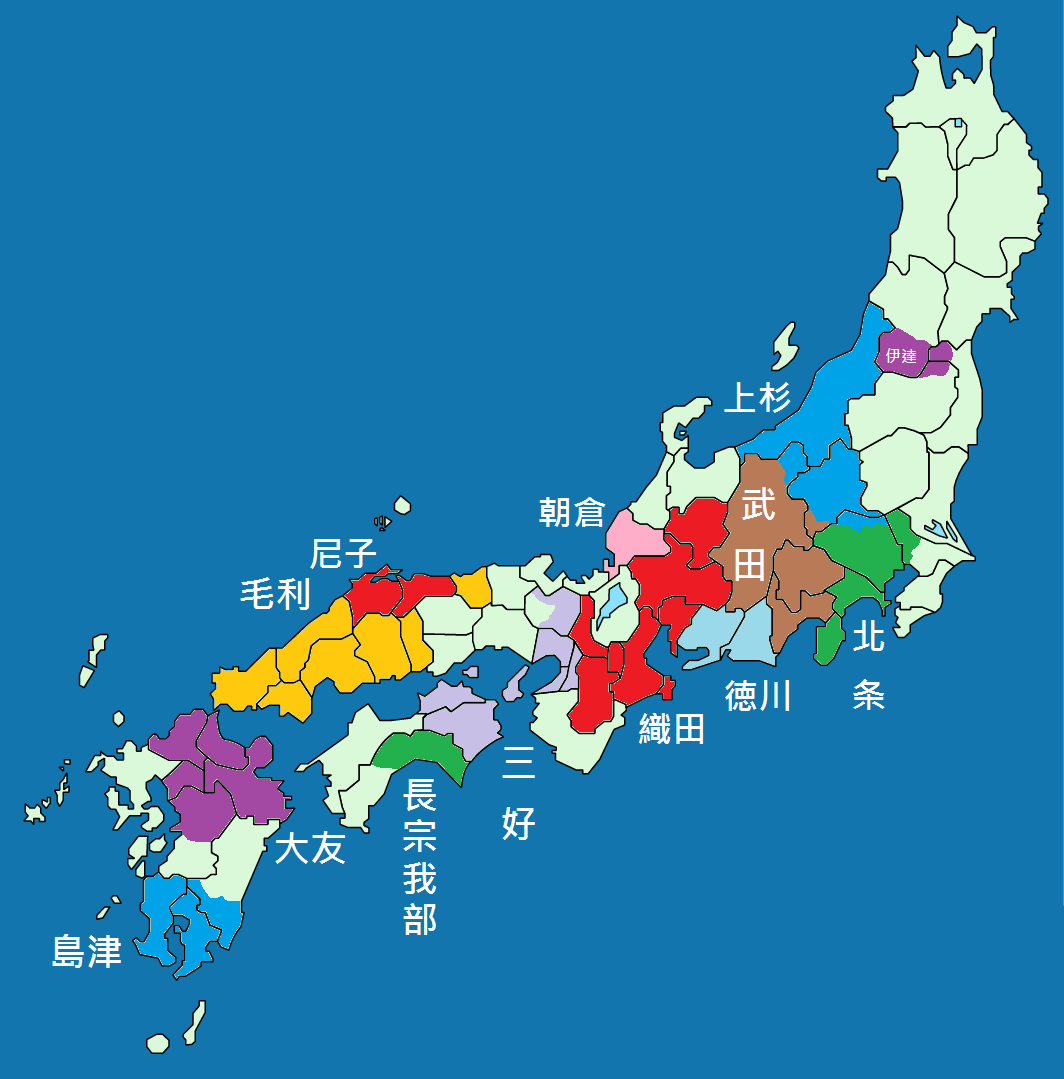
Japan in ۱۵۷۰ (نبرد آنه‌گاوا) Red (Center): اودا نوبوناگا Ocher: تاکدا شینگن <spanɲ style="color:blue;">Blue (East): اوئسوگی کنشین Green (East): هوجو اوجییاسو Pink: آساکورا یوشیکاگه Yellow: موری موتوناری Red (West): آماگو یوشی‌هیسا Cyan: توکوگاوا ایه‌یاسو

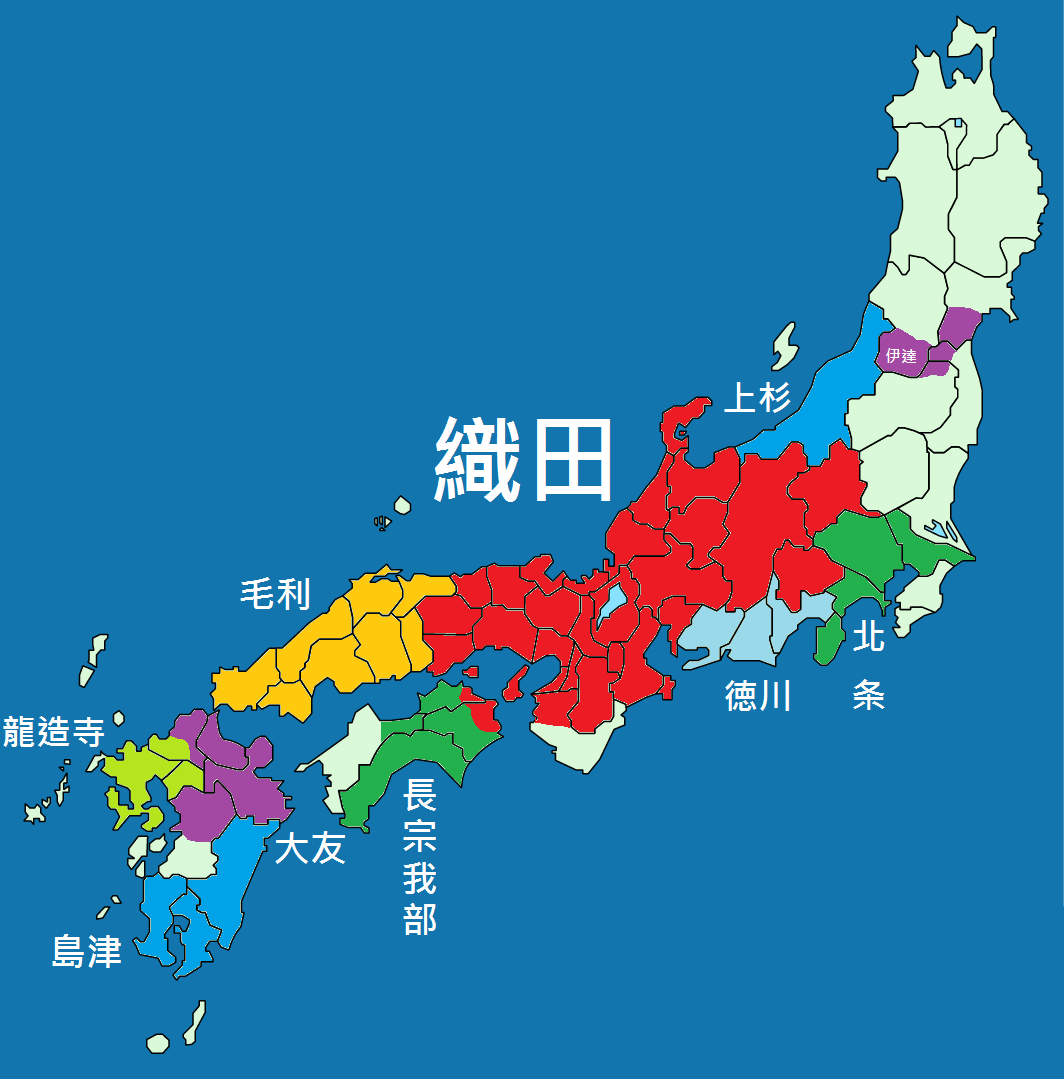
ژاپن در سال ۱۵۸۲ (حادثه معبد هوننو) قرمز: اودا نوبوناگا زرد: موری تروموتو فیروزه‌ای: توکوگاوا ایه‌یاسو آبی (شرق): اوئسوگی کاگه‌کاتسو آبی (غرب): شیمازو یوشی‌هیسا

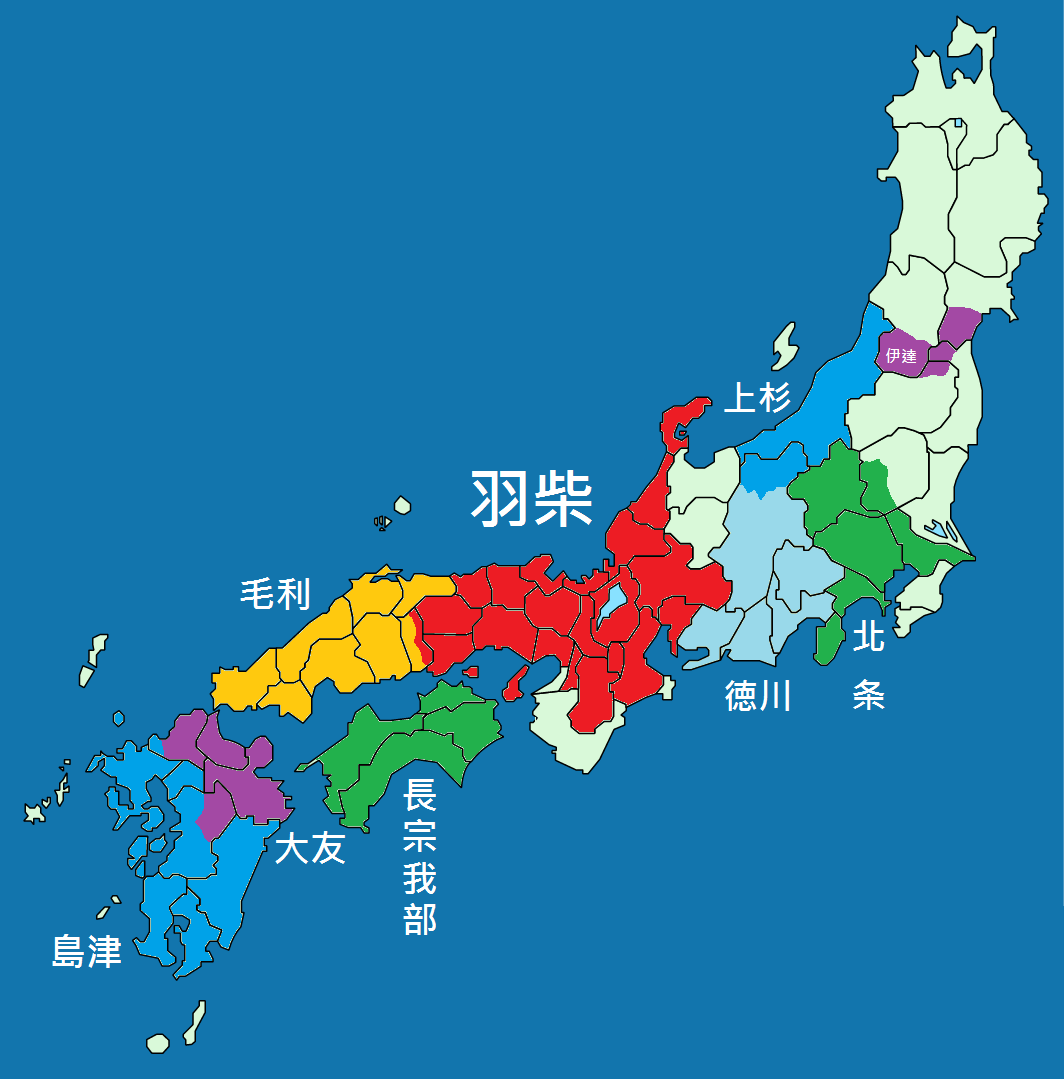
ژاپن در سال ۱۵۸۴ (نبرد کوماکی و ناگاکوته) قرمز: تویوتومی هیده‌یوشی فیروزه‌ای: توکوگاوا ایه‌یاسو زرد: موری تروموتو سبز (شرق): هوجو اوجیماسا سبز (غرب): چوسوکابه موتوچیکا

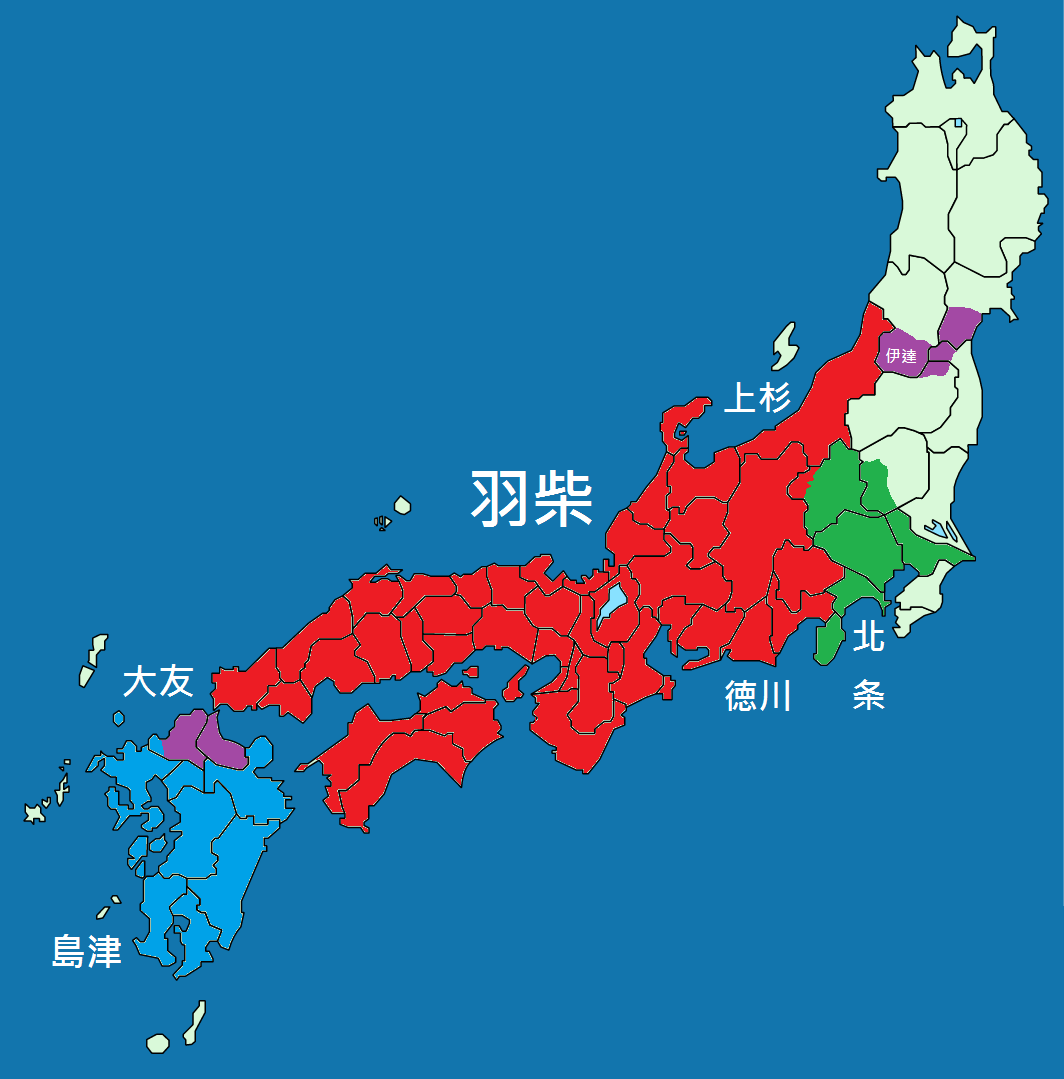
ژاپن در سال ۱۵۸۶ (لشکرکشی کیوشو) قرمز: تویوتومی هیده‌یوشی سبز: هوجو اوجیماسا آبی: شیمازو یوشی‌هیرو

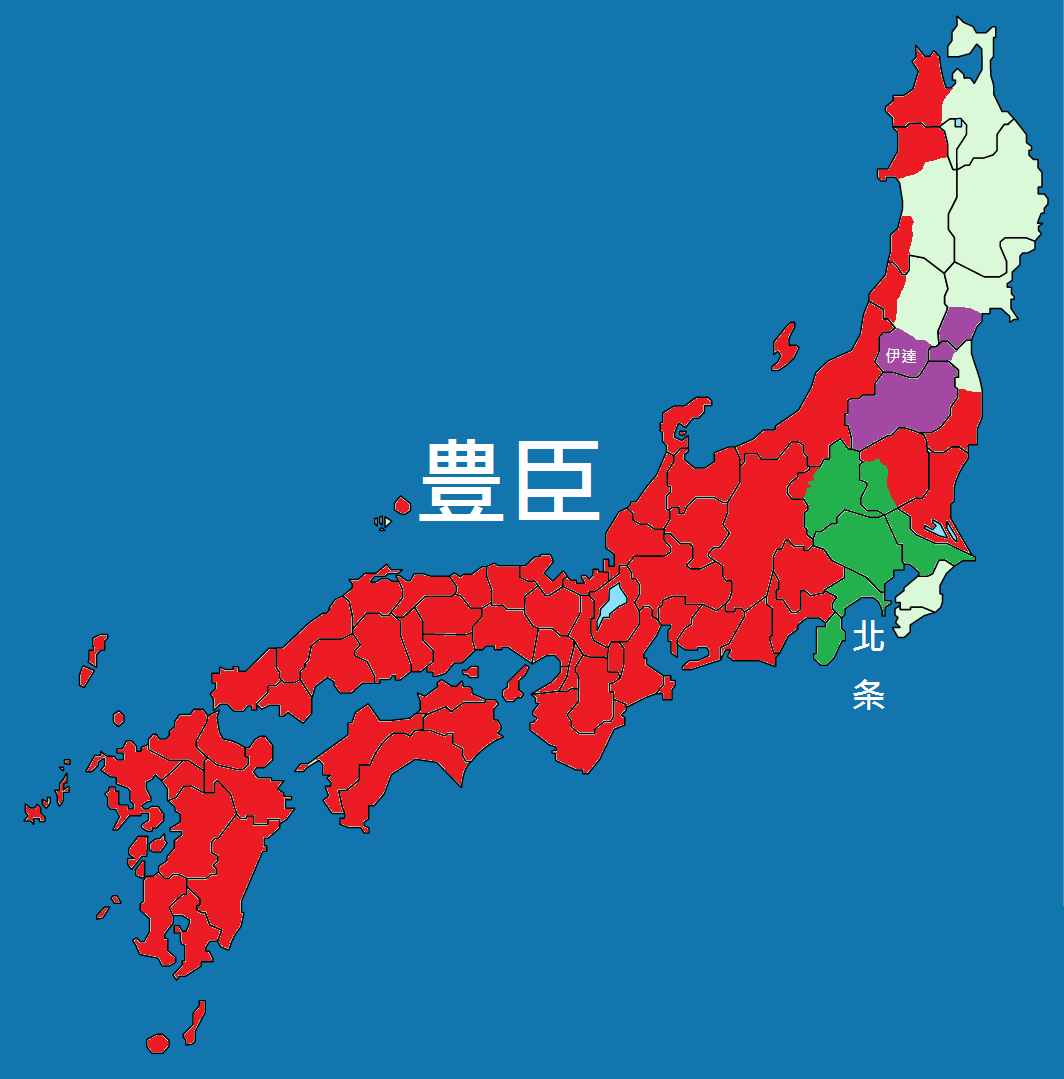
ژاپن در ۱۵۹۰ (محاصره اوداوارا (۱۵۹۰)) قرمز: تویوتومی هیده‌یوشی سبز: هوجو اوجیماسا Purple: داته ماسامونه

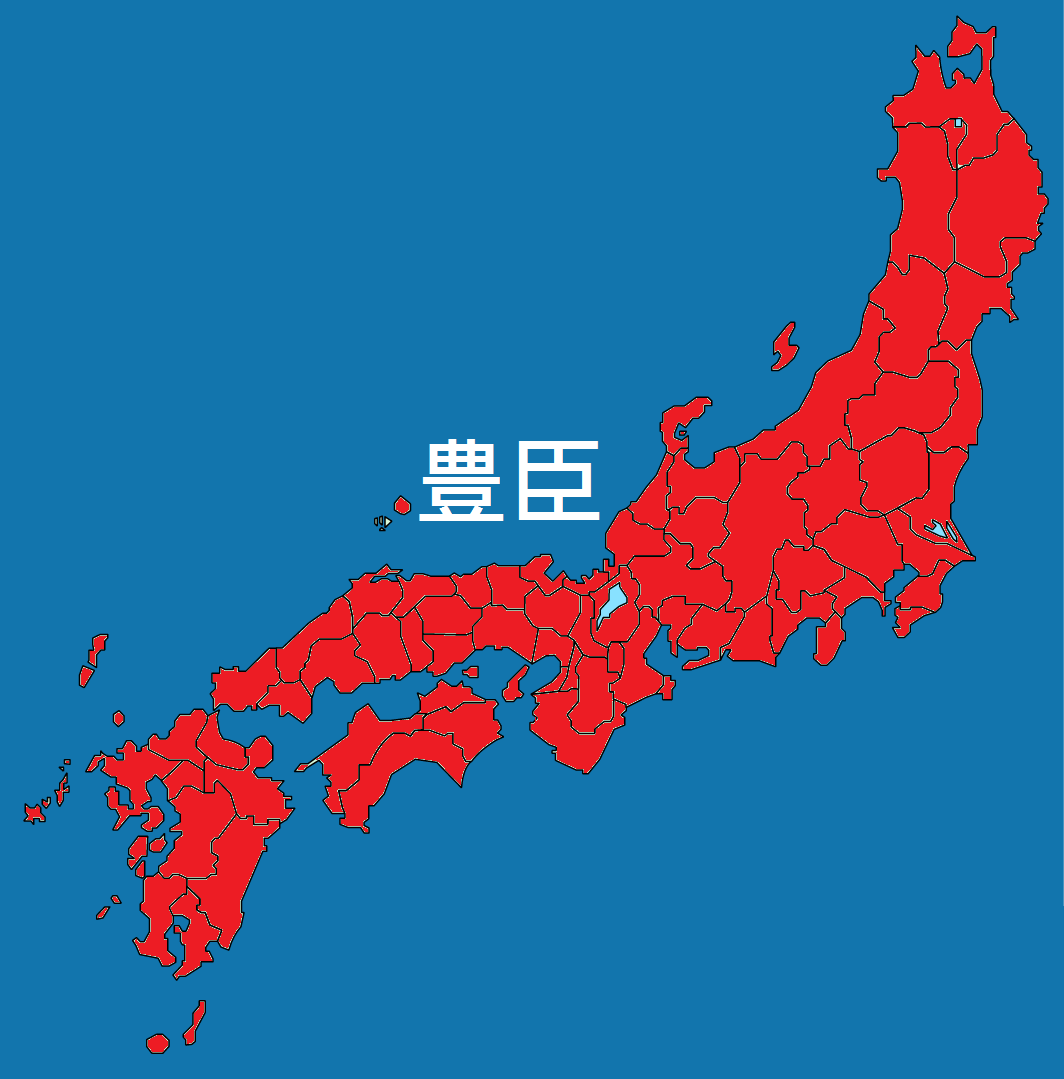
ژاپن در ۱۵۹۱ قرمز: تویوتومی هیده‌یوشی

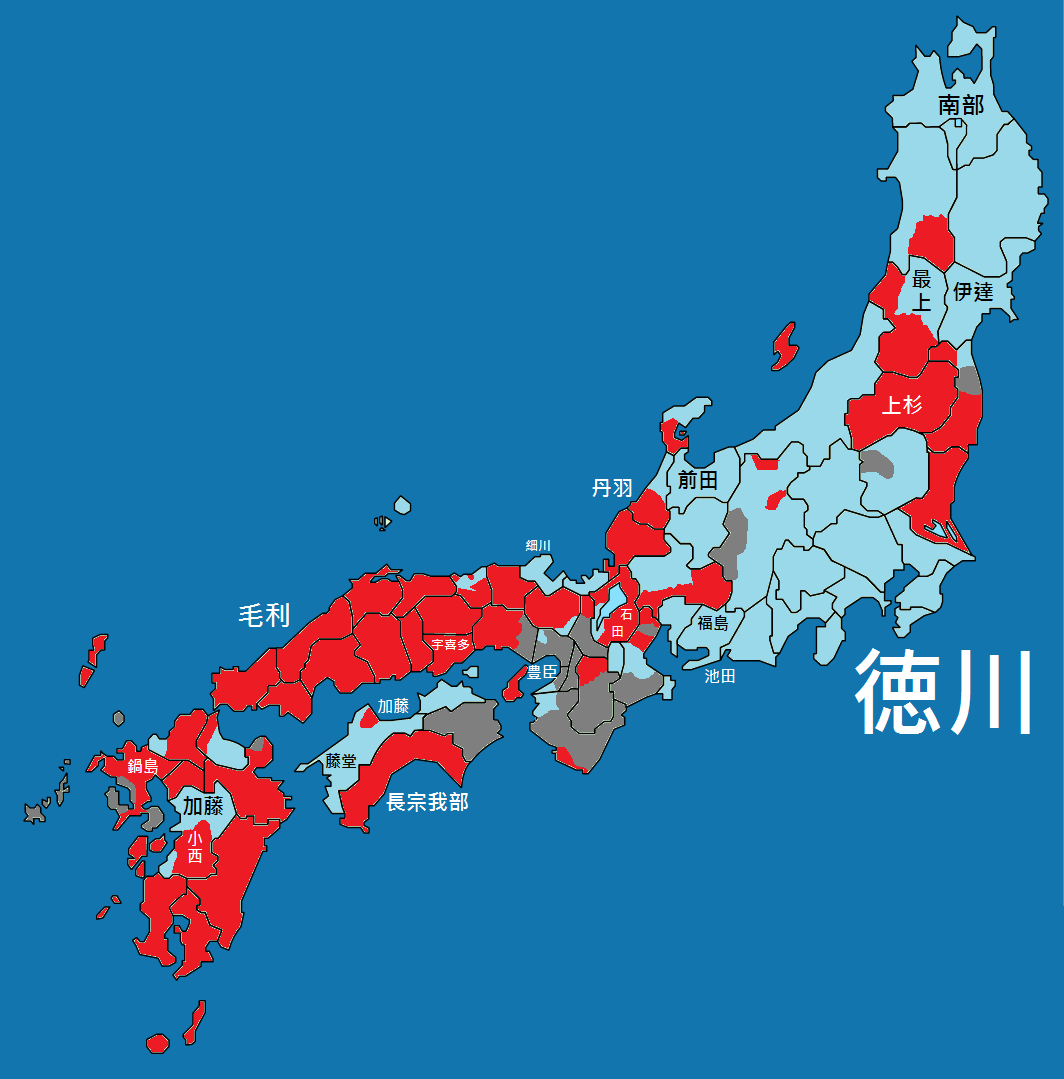
ژاپن در ۱۶۰۰ (نبرد سکیگاهارا) Red: Western Army (ایشیدا میتسوناری) Cyan: Eastern Army (توکوگاوا ایه‌یاسو) Gray: Neutral

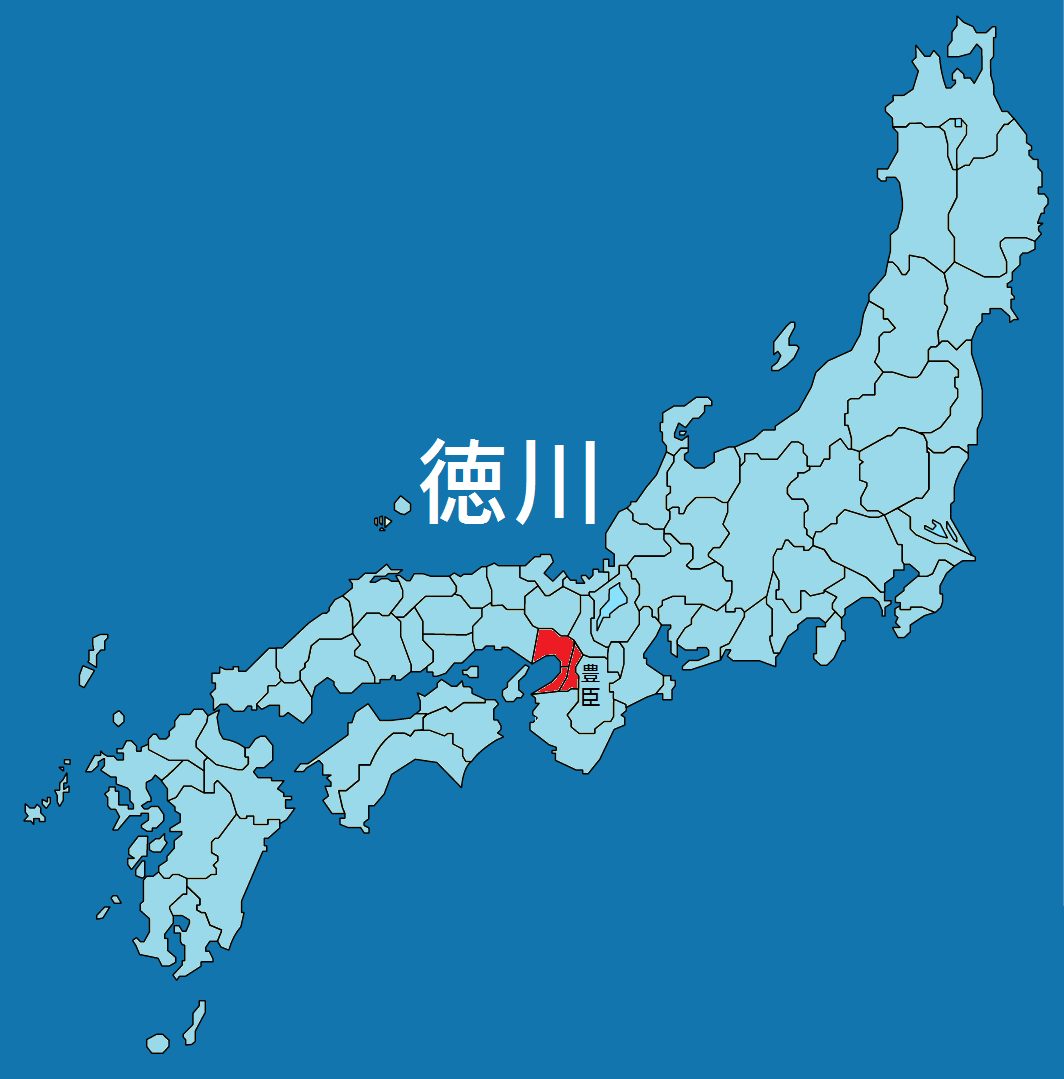
ژاپن در ۱۶۱۴ (محاصره اوساکا) Cyan: شوگون‌سالاری توکوگاوا Red: تویوتومی هیده‌یوری

فهرست دایمیو‌های دوره سنگوکوی ژاپن.

## ناحیه کانسای

### ولایت کاواچی

#### خاندان میوشی
- میوشی ناگایوشی
- میوشی موتوناگا
- میوشی یوشیکاتا
- آتاگی  فویویاسو
- آتاگی نوبویاسو
- سوگو کازوماسا
- میوشی ناگایاسو
- میوشی ماسایاسو
- ایواناری تومومیچی
- ماتسوناگا هیساهیده
- میوشی ناگاهارو
- شینوهارا ناگافوسا
- هینه‌نو هیروناری
- اینابا یوشیمیچی
- اوجی‌ایه نائوتومو
- آندو موریناری

### ولایت هاریما

#### خاندان کورودا
- کودرا ماساموتو
- کورودا یوشیتاکا

### ولایت تانگو

#### خاندان هوسوکاوا
- هوسوکاوا فوجی‌تاکا
- هوسوکاوا تادائوکی

### ولایت تانبا
قلعه یاکامی
- هاتانو هیده‌هارو

قلعه ساکاموتو:
- آکچی میتسوهیده

### ولایت ستسو
ایتامی، هیوگو:
- آراکی موراشیگه

### ولایت یاماتو

#### خاندان تسوتسوی(کوری‌یاما، فوکوشیما)
- تسوتسوی جونکی
- موری یوشییوکی
- یاگیو مونه‌توشی
- یاگیو مونه‌نوری
- ماتسوکورا شیگه‌نوبو

### ولایت اومی

#### خاندان آزای(اودانی)
- آزای هیساماسا
- آزای ناگاماسا
- تودو تاکاتورا
- اوتانی یوشیتسوگو
- آکائو کیوتسونا
- مییابه که‌ایجون
- کایهو تسوناچیکا
- ایسونو کازوماسا
- اوگاوا سوکه‌تادا
- آتسوجی سادایوکی
- اندو نائوتسونه

#### خاندان روکاکو(قلعه کاننونجی)
- روکاکو یوشیکاتا
- روکاکو یوشی‌سادا
- روکاکو یوشی‌هارو

 ولایت تانبا:
- تویوتومی هیده‌یوشی

اومیهاچیمان، شیگا
- تویوتومی هیده‌تسوگو

## ناحیه چوگوکو

### ولایت ایزومو
خاندان کیکّوا
- کیکاوا هیروایه
- کیکاوا موتوهارو

#### خاندان آماگو(قلعه کاسانتودا)
- آماگو هاروهیسا
- آماگو یوشی‌هیسا
- آماگو تسونه‌هیسا
- آماگو کاتسوهیسا
- یاماناکا یوکیموری

### ولایت سوئو

#### خاندان اوئوچی
- اوئوچی یوشیتاکا
- اوئوچی یوشی‌اوکی
- سوئه هاروکاتا
- هیروناکا تاکاکانه
- کاکینامی تاکه‌ماسا
- شیرای کاتاتانه
- میئورا فوساکیو
- نوگامی فوساتادا
- سوئه اوکیفوسا
- سوئه ناگافوسا
- سوگی شیگه‌نوری
- سوگی تاکایاسو

### ولایت بیزن

#### خاندان اوکیتا
- اوکیتا نائوایه
- اوکیتا هیده‌ایه

#### خاندان اوراگامی
- اوراگامی مونه‌کاگه

#### خاندان آکاماتسو
- آکاماتسو ماسانوری

### ولایت آکی

#### خاندان موری(قلعه یوشیدا-کورییاما)
- موری موتوناری
- موری اوکیموتو
- موری تاکاموتو
- کیکاوا موتوهارو
- کوبایاکاوا تاکاکاگه
- موری تروموتو
- موری هیده‌موتو
- نومی مونه‌کاتسو
- آنکوکوجی اکی
- کاتسورا موتوزامی
- شیشیدو موتوتاکا
- شیشیدو موتوتسوگو
- شیمیزو مونه‌هارو
- کونیشی موتوسوکه
- کوداما ناری‌هیده
- کوداما ناریتاکا
- سایئونجی کینهیرو
- اوتسونومیا تویوتسونا
- موراکامای تاکه‌یوشی
- موراکامی یوشیمیتسو

## ناحیه توهوکو

### ولایت دوا

#### خاندان داته(یونه‌زاوا، یاماگاتا)
- داته ماسامونه
- داته ترومونه
- داته سانه‌موتو
- داته شیگه‌زانه
- داته هیده‌مونه
- کاتاکورا کاگه‌تسونا
- کاتاکورا شیگه‌ناگا
- اون‌اینیوا تسوناموتو
- اون‌اینیوا یوشینائو
- روسو ماساکاگه
- هاسه‌کورا تسونه‌ناگا
- کانسای هارونوبو
- اوساکی یوشیتاکا
- گوتو نوبویاسو
- یاشیرو کاگه‌یوری
- شیروایشی مونه‌زانه
- اوئوچی ساداتسونا
- هارادا مونه‌توکی
- هارادا مونه‌سوکه

#### خاندان سوما
- سوما یوشی‌تانه (۱۶۳۵-۱۵۴۸)
- سوما موریتانه
- سوما تاکاتانه
- سوما ساتوتانه
- ناکامورا کیوتادا
- میزوگای تانه‌شیگه
- کوباتا تسوگوکیو
- هوریگوچی هاروتانه
- اینی تانه‌هارو
- اوکاد نائوتانه
- ایزومی تانه‌آکی

### استانیاماگاتا

#### خاندان موگامی
- موگامی یوشی‌آکی
- موگامی یوشینوری
- کوروکاوا هاروجی
- نانجو تاکانوبو
- اگوچی میتسوکیو
- ساکه نوبو هیده‌تسونا
- شیمورا میتسویاسو
- تاته‌ئوکا میتسونائو
- آندو چیکاسوه

#### خاندان آشینا
- آشینا موریئوجی
- آشینا موریکیو
- آشینا موریتاکه
- آشینا موریکیو
- کاناگامی موری‌هیرا
- ایواشینو موریکونی

#### خاندان ساتاکه
- ساتاکه یوشینوبو
- ساتاکه یوشی‌شیگه

### ولایت موتسو
- نانبو نوبونائو
- تسوگارو تامه‌نوبو

آیزو: خاندان گامو
- گامو اوجیساتو

## ناحیه چوبو

### ولایت شینانو

#### خاندان سانادا(قلمروی اوئدا)
- سانادا ماسایوکی
- سانادا یوکیتاکا
- سانادا نوبویوکی
- سانادا یوکیمورا
- سانادا نوبوتسونا
- کاراساوا گنبا
- کانه‌کو مینو
- یازاوا یوریسادا
- یازاوا یورییاسو
- سوزوکی شیگه‌نوری
- ۱۰ دلاور سانادا

### ولایت اچیگو

#### خاندان اوئه‌سوگی
- اوئه‌سوگی کنشین
- اوئه‌سوگی کاگه‌کاتسو
- اوئه‌سوگی نوری‌ماسا
- اوئه‌سوگی کاگه‌تورا
- نااوئه کانه‌تسوگو
- نائوئه کاگه‌تسونا
- ناگائو فوجیکاگه
- ناگائو ماساکاگه
- کاکیزاکی کاگه‌ایه
- هونجو شیگه‌ناگا
- ایروبه کاتسوناگا
- ایروبه ناگازانه
- ایروبه میتسوناگا
- موراکامی یوشیکیو
- کوجیما یاتارو
- اوسامی سادامیتسو
- جوجو ماساشیگه
- سایتو تومونوبو
- آماکاسو ناگه‌موچی
- کیتاجو کاگه‌هیرو
- سوبارا چیکانوری

### ولایت مینو

#### خاندان سایتو
- سایتو دوسان
- سایتو تاتسواوکی
- سایتو یوشیتاتسو
- تاکه‌ناکا شیگه‌هارو
- تاکه‌ناگا شیگه‌نوری
- هاچیا یوریتاکا
- هینه‌نو هیروناری
- ناگای میچیتوشی
- گامو کیتاهیده
- گامو ساداهیده
- اوجی‌ایه یوکی‌هیرو
- اوجی‌ایه نائوماسا

### ولایت اچیزن

#### خاندان آساکورا
- آساکورا نوریکاگه
- آساکورا یوشیکاگه
- یوکی هیده‌یاسو

### ولایت سوروگا

#### خاندان ایماگاوا(کاگه‌گاوا)
- ایماگاوا اوجیزانه
- ایماگاوا یوشیموتو
- هاتوری هانزو
- هوندا ماسانوبو
- هوندا تاداکاتسو
- هوندا تاداماسا
- هوندا تاداتومو
- ای نائوماسا
- ای نائوتورا

### ولایت اُواری

#### خاندان اودا(ناگویا)
- اودا نوبوهیده
- اودا نوبوکاتسو
- اودا نوبوناگا
- اودا نوبوتاکا
- آکچی میتسوهیده
- تویوتومی هیده‌یوشی
- نیوا ناگاهیده
- تاکیگاوا کازوماسو
- شیباتا کاتسوایه
- ساسسا ناریماسا
- تسودا نوبوسومی
- کاناموری ناگاچیکا
- گامو اوجیساتو
- هیراتا هیروهیده
- ساکوما نوبوموری
- کاجیکاوا کازوهیده
- مورای ساداکاتسو
- هاساکاوا هیده‌کازو
- هارادا نائوماسا
- یامائوچی کاتسوتویو
- ایکه‌دا تسونه‌اوکی
- فووا میتسوهارو

#### خاندان موری (ناگویا)
- موری یوشی‌ناری
- موری رانمارو
- موری ناگایوشی

### ولایت میکاوا
قلعه اوکازاکی: خاندان ماتسودایرا
- ماتسودایرا هیروتادا
- ماتسودایرا ایه‌تادا
- ماتسودایرا کیویاسو

### ولایت کای

#### خاندان تاکدا
- تاکدا کاتسویوری
- تاکدا نوبوتورا
- تاکدا نوبویوشی
- تاکدا شینگن

### ولایت کاگا

#### خاندان مائدا
- مائدا توشی‌ایه
- مائدا توشیناگا
- مائدا توشیماسو

### شیکوکو

#### خاندان چُوسُوکابه
- چوسوکابه موتوچیکا
- چوسوکابه نوبوچیکا
- چوسوکابه موریچیکا
- چوسوکابه چیکایوشی
- کیرا چیکازانه
- تانی تادازومی
- کاگاوا چیکاکازو
- هیساتاکه چیکانوبو
- هیساتاکه چیکانائو
- فوکوتومه یوشیشیگه
- کووانا یوشیناری
- تویوناگا کاتسوموتو
- یوشیدا ساداشیگه
- یوشیدا ماساشیگه
- ناکاجیما بهکونوسوکه

#### خاندان ایچیجو
- ایچیجو کانه‌سادا

## کانتو

### ولایت ساگامی

#### خاندان هوجوی اخیر(اوداوارا، کاناگاوا)
- هوجو سوئون
- هوجو اوجی‌تسونا
- هوجو اوجییاسو
- هوجو تسوناشیگه
- هوجو اوجیماسا
- هوجو اوجیترو
- هوجو اوجیکونی
- هوجو اوجینائو
- هوجو اوجینوری
- کای هیمه
- ناریتا اوجیناگا
- ناریتا ناگاچیکا
- چیبا نائوپیگه
- کاساهارا ماساتاکا
- تامه موتوتادا
- میناگاوا هاروترو
- هارا تانه‌ناگا
- دایدوجی ماسشیگه
- یاماکادو ساداکاتسو
- اوئدا نوریسادا
- اوگاساوارا یاسوهیرو
- هاگا یاسوتادا
- ماتسودا نوریهیده
- ایتو ماسایو
- تویاما نائوکاگه

## کیوشو

### خاندان شیمازو
- شیمازو تاکاهیسا
- شیمازو یوشی‌هیسا
- شیمازو یوشی‌هیرو
- شیمازو ایه‌هیسا
- شیمازو تروهیسا
- شیمازو تویوهیسا
- شیمازو توشی‌هیسا
- شیمازو تاداناگا
- شیمازو تاداتوکی
- ایجوئین تادامونه
- نی‌ایرو تاداموتو
- یامادا آرینوبو
- آریما هارونوبو
- ای هیساتورا
- آکی‌زوکی تانه‌زانه
- Tتانه‌گاشیما هیساتوکی
- هوشینو یوشیزانه
- هوشینو یوشیکانه

خاندان اوتومو:
- اوتومو سورین
- اوتومو یوشیمونه
- ایچیمادا شیگه‌زانه
- ایچیمادا آکیزانه
- تاوارا چیکاتاکا
- یوشیهیرو شیگه‌نوبو
- یوشیهیرو مونه‌یوکی
- اوچیدا شیگه‌ایه
- واتانابه نوریتسونا
- اگوچی گنبا
- می‌ایکه شیگه‌زانه
- سااکی کوره‌نوری
- کیتاهارا تانه‌اوکی

تاچیبانا و خاندان‌های تاکاهاشی:
- تاچیبانا دوسه‌تسو
- تاچیبانا شیگه‌تانه
- تاچیبانا  گنچییو
- تاچیبانا مینه‌شیگه
- تاچیبانا نائوتسوگو
- یوفو کوره‌نوبو
- توتوکی تسوره‌سادا
- اونو شیگه‌یوکی
- تاکانو دایزن
- آندو ای‌تادا

خاندان ریوزوجی:
- ریوزوجی تاکانوبو
- ریوزوجی یاسوفوسا
- نابه‌شیما نائوشیگه
- اوگاوا نوبوتوشی
- اریگوچی نوبوتسونه
- اومورا سومیتادا
- ایشیئی نوبویاسو
- کینوشیتا ماسانائو
- انجوجی نوبوتانه

### ولایت هیگو
کوماموتو (شهر):
- کاتو کیوماسا

ولایت چیکوزن
- کوبایاکاوا هیده‌آکی

دیگران:
- آسانو ناگاماسا
- آسانو یوشیناگا
- بشو ناگاهارو
- فوروتا شیگه‌کاتسو
- هاچیسوکا ماساکاتسو
- هوری هیده‌ماسا
- هوشینا ماسانائو
- ایشیدا ماساتسوگو
- ایشیدا میتسوناری
- کاتاگیری کاتسوموتو
- کاتو یوشی‌آکی
- کینوشیتا ایه‌سادا
- کونیشی یوکیناگا
- کوریکی کیوناگا
- تاته‌ئوکا میتسوشیگه
- ساکه‌نوبه هیده‌تسونا
- مائدا گنئی
- ماشیتا ناگاموری
- ناکاگاوا هیده‌ناری
- ناکاگاوا کیوهیده
- ناتسوکا ماساایه
- تسوگارو تامه‌نوبو
- اوکودایرا نوبوماسا
- اومورا سومیتادا
- اوتانی یوشیتسوگو
- ساکاکی‌بارا یاسوماسا
- ساکای تاداتسوگو
- ساسسا نوریماسا
- تاکایاما اوکون
- تاکیگاوا کازوماسو
- تودو تاکاتورا
- توری موتوتادا
- یامائوچی کاتسوتویو